# رودريغو بيرنال
رودريغو بيرنال (بالإسبانية: Rodrigo Bernal)‏ هو عالم نبات وأحيائي كولومبي، ولد في 6 يونيو 1959 في ميديلين في كولومبيا.